# Liste von Söhnen und Töchtern der Stadt Cali
Die Liste von Söhnen und Töchtern der Stadt Cali zählt Personen auf, die in der kolumbianischen Großstadt Cali geboren wurden und in der deutschsprachigen Wikipedia mit einem Artikel vertreten sind.

## Bis 1900
- Jorge Isaacs (1837–1895), Schriftsteller und Politiker

## 20. Jahrhundert
- Antonio María Valencia (1902–1952), Komponist
- Ignacio Calle (1931–1982), Fußballspieler
- Bernt Linzen (1931–1988), deutscher Zoologe, Biochemiker und Hochschullehrer
- Juan Francisco Sarasti Jaramillo (1938–2021), römisch-katholischer Ordensgeistlicher, Erzbischof von Cali
- Rodrigo Lloreda Caicedo (1942–2000), Politiker
- Luis Paz (1942–2015), Fußballspieler
- Henry Caicedo (1951–2023), Fußballspieler
- Nelson Abadía (* 1956), Fußballtrainer
- Jaime Gilinski Bacal (* 1957), Projektentwickler, Banker und Milliardär
- Reinaldo Rueda (* 1957), Fußballtrainer
- Orlando Roa Barbosa (* 1958), römisch-katholischer Geistlicher, Erzbischof von Ibagué
- Bernardo Redín (* 1963), Fußballspieler und -trainer
- Albeiro Usuriaga (1966–2004), Fußballspieler
- Andrés Estrada (* 1967), Fußballspieler
- Miguel Guerrero (* 1967), Fußballspieler und -trainer
- Óscar Córdoba (* 1970), Fußballspieler
- Lucio España (1971–2005), Fußballspieler
- Faryd Mondragón (* 1971), Fußballspieler
- Harold Lozano (* 1972), Fußballspieler
- Franky Oviedo (* 1973), Fußballspieler
- Orlando Duque (* 1974), Extremsportler
- Giovanni Hernández (* 1976), Fußballspieler und -trainer
- Mario Yepes (* 1976), Fußballspieler
- Andrés Parra (* 1977), Theater-, Film- und Fernsehschauspieler
- Leonardo Duque (* 1980), Radrennfahrer

### 1981 bis 1990
- Carlos Ibáñez (* 1981), Radrennfahrer
- Pontus Carlsson (* 1982), schwedischer Schachgroßmeister
- Alejandro Falla (* 1983), Tennisspieler
- Johnnier Montaño (* 1983), Fußballspieler
- Carolina Ramírez (* 1983), Schauspielerin
- Andrés González (* 1984), Fußballspieler
- Edixon Perea (* 1984), Fußballspieler
- Jaime Alfonso Ruiz (* 1984), Fußballspieler
- Carlos Valdés (* 1985), Fußballspieler
- Juan Sebastián Cabal (* 1986), Tennisspieler
- Jackeline Rentería (* 1986), Ringerin
- Jonathan Romero (* 1986), Boxer
- Nicolás Barrientos (* 1987), Tennisspieler
- Jon Henrik Fjällgren (* 1987), schwedisch-samischer Sänger
- Jonathan Copete (* 1988), Fußballspieler
- Jarlinson Pantano (* 1988), Radrennfahrer
- Edwin Ávila (* 1989), Radrennfahrer
- Carolina Arias (* 1990), Fußballspielerin
- Víctor Ibarbo (* 1990), Fußballspieler
- Viviana Serna (* 1990), Schauspielerin
- Juan Carlos Zambrano (* 1990), Fußballspieler

### 1991 bis 2000
- Alejandro Gómez (* 1991), Tennisspieler
- Luis Enrique Quiñones (* 1991), Fußballspieler
- Gustavo Yacamán (* 1991), Automobilrennfahrer
- Duván Zapata (* 1991), Fußballspieler
- Johan Mojica (* 1992), Fußballspieler
- Fabián Castillo (* 1992), Fußballspieler
- Yimmi Chará (* 1992), Fußballspieler
- Daniel Rengifo (1993–2020), Schauspieler
- Frank Castañeda (* 1994), Fußballspieler
- Jhon Perlaza (* 1994), Leichtathlet
- Santiago Ramírez Morales (* 1994), Bahnradsportler
- Luis Manuel Orejuela (* 1995), Fußballspieler
- Darwin Echeverry (* 1996), spanischer Sprinter
- Óscar Tunjo (* 1996), Automobilrennfahrer
- Daniela Caracas (* 1997), Fußballspielerin
- Kapo (* 1997), Reggaeton-Singer-Songwriter
- Jhonny Rentería (* 1997), Sprinter
- Jhon Lucumí (* 1998), Fußballspieler
- Ronald Palomino (* 1998), Squashspieler
- Michael Poettoz (* 1998), kolumbianisch-französischer Skirennläufer
- Andrés Balanta (2000–2022), Fußballspieler
- Stiven Tobar Valencia (* 2000), isländisch-kolumbianischer Handballspieler

## 21. Jahrhundert
- Juan David Cabal (* 2001), Fußballspieler
- Valeria Cabezas (* 2001), Leichtathletin
- Kelly Caicedo (* 2002), Fußballspielerin
- Linda Caicedo (* 2005), Fußballspielerin